# Kemijoki (företag)

Kemijoki Oy är ett företag som i Finland bedriver energiproduktion med vattenkraft. Sammanlagt har företaget 20 vattenkraftverk i Kemi älv, Kymmene älv och Lieksa älv. Dessa har för närvarande (2016) en total effekt på ca. 1150 MW, vilket motsvarar en tredjedel av Finlands vattenkraftsproduktion. Den finska staten äger majoriteten av aktierna, andra betydande ägare är bland annat Fortum och UPM, som får elektricitet till självkostnadspris.

## Lista över de största aktieägarna
| Aktieägare                    | Ägarandel % |
| ----------------------------- | ----------- |
| Statsrådets kansli            | 50,10       |
| Fortum Power and Heat Oy      | 28,27       |
| Lapin Sähkövoima Oy           | 11,13       |
| UPM Energy Oy                 | 7,33        |
| Helen Ab                      | 1,60        |
| Ounastuotanto Oy              | 0,98        |
| Napapiirin Energia ja Vesi Oy | 0,58        |